# Följa, följa, jag vill följa Jesus
Följa, följa, jag vill följa Jesus är en körsång med text av William Orcutt Cushing och musik av Robert Lowry.

## Publicerad i
- Frälsningsarméns sångbok 1929 som nr 107 i körsångsdelen under rubriken "Jubel, strid och erfarenhet".
- Frälsningsarméns sångbok 1968 som nr 96 i körsångsdelen under rubriken "Jubel, Strid Och Erfarenhet".
- Frälsningsarméns sångbok 1990 som nr 825 under rubriken "Glädje, vittnesbörd, tjänst".